# 乌赫纳
乌赫纳，是西班牙卡斯蒂利亚-拉曼恰托莱多省的一个市镇。总面积15平方公里，总人口1945人（2001年），人口密度130人/平方公里。